# ミックスヴェリス
『MixVelis』（ミックスヴェリス）は、日本のパソコンゲーム製作会社StudioGIW（スタジオギウ）が開発、主にベクターによりダウンロード販売されるWindowsパソコン用シミュレーションゲーム（シェアウェア）である。ザ・ゲームシリーズNo.14『魔法大戦』の表題でダイソーでも販売された。この作品は当初、音声無しで発表されたが、本項では現行版である「フルボイス版」を中心に記述する。

## 概要
個人として活動していた頃のStudioGIWによる通算9番目の作品。2004年4月19日に発表され、同年6月1日発行の週刊アスキー 493号（2004年6月15日号）（アスキー・メディアワークス）に掲載、続いて11月10日には全てのキャラとナレーションに声優による音声を追加した「Ver.2.0+フルボイス」版を発表、同じ頃にダイソー版も発売され、翌2005年1月29日発行のiP! 2005年3月号（晋遊舎）に掲載された。
「ヴェリス魔法」の才能を持つ4人の少年少女が2人ずつチームに分かれ、ゴーレムを生み出す「ミックスヴェリス」をはじめとする魔法を駆使して対戦し切磋琢磨する姿を描くシミュレーションゲームである。プレイヤーはチームを様々に変更して対戦を積み重ね、それぞれの魔法使いを一人前に育て上げることを目指す。他のStudioGIW作品と異なる明るく和やかな雰囲気を持つ作品であり、分かり易く短時間で遊べる一方で奥深い戦略性を持ち、キャラクターのレベルを幅広く設定できる特徴がある。
シリアルキー購入前はキャラクターにレベル制限があり、ステージモードの2面まで遊べる体験版が利用できる。

## 登場人物
※性格及びプロフィールは設定上のもので、ゲーム本編にはあまり影響が無い。
ミィサ・ローイップ（声；結城深桜那）
赤い髪をして赤い服を着た少女。勝気な性格だが、甘えん坊な弟のカミュにだけは甘い。3月13日生まれのうお座で、血液型はB型。
セイム・ヴァージル（声；うさみうみ）
ある国の王子である魔法剣士の少年。青い服に紺色の肩掛けを着けている。ケイトの許婚。10月6日生まれのてんびん座、A型。
カミュ・ローイップ（声；うさみうみ）
大きな水色の帽子と同色のローブを着た少年。姉のミィサと共に魔法使いの養父に育てられた。4月1日生まれのおひつじ座、O型。
ケイト・トゥイル（声；おおたけしのぶ）
ある国の王女で、セイムの許婚。紫色の髪と白い服が特徴。実は、ヴェリス魔法を使える者にしか見えない2つめの人格を持つ。6月20日生まれのふたご座、AB型。

### ゴーレム
光・闇のゴーレムは属性変更の魔法で他のゴーレムから作られる。その他のゴーレムはいずれもミックスヴェリスの魔法で呼び出される。
火のゴーレム
赤いフィールドから召喚されるゴーレム。攻撃系の魔法ばかりを覚えていくが、HPはあまり高くない。木・光のゴーレムに強く、地・闇のゴーレムに弱い。
木のゴーレム
緑のフィールドから召喚されるゴーレム。補助的な魔法を中心に様々な魔法を覚えていく器用貧乏型。水・光のゴーレムに強く、火・闇のゴーレムに弱い。
水のゴーレム
青いフィールドから召喚されるゴーレム。魔法に対する防御魔法を中心に保守的な魔法ばかりを覚えていき、攻撃魔法はまったく使えない。地・光のゴーレムに強く、木・闇のゴーレムに弱い。
地のゴーレム
黄褐色のフィールドから召喚されるゴーレム。物理攻撃に対する防御魔法および一部の攻撃魔法を覚えていく。火・光のゴーレムに強く、水・闇のゴーレムに弱い。
光のゴーレム
防御系を中心とした高度な補助魔法を覚えていく。闇のゴーレムに強く、火・木・水・地のゴーレムに弱い。
闇のゴーレム
敵ゴーレムのレベルを下げる魔法を中心に、高度な補助魔法を覚えていく。火・木・水・地のゴーレムに強く、光のゴーレムに弱い。

## 世界観・用語
ヴェリス（Velis）
この作品では、「ミックスヴェリス」をはじめとする魔法を使う際に消費されるマジックポイントのようなもので、チーム毎に共有される。StudioGIWゲームの多くに用いられる共通設定によれば、「ヴェリス」とは魂（ゴースト）の原料となる粒子であり、ゴーストと物質を合成することにより生命体が生まれる。
ミックスヴェリス
ヴェリスから創りだした魂を、マスの属性とかけ合わせてゴーレムを生み出す魔法。この作品では魔法使いの4人それぞれが最初から使える。

## 主な魔法
4人の主人公たちは最初からミックスヴェリスの魔法が使え、6ポイントのヴェリスから1体のゴーレムを召喚できる。主人公とゴーレムはレベルに応じて3レベル（1ランク）おきに新たな魔法を使えるようになる。魔法には味方に作用する魔法と敵に作用する魔法があり、それぞれ青と赤で色分けされている（どちらでもないミックスヴェリスのみ紫色）。また直接発動する魔法とキャラクターに封入させて効果を与える魔法がある（後述）。
以下に系統化されている主要な魔法を挙げる。それぞれ語尾に「 - ナ」、「 - リス」が付くことで上位魔法となる。
プリム系
味方のHPを回復させる魔法。特定のフィールドにいる味方のみ回復させるものなど様々なバリエーションがあるが、基本的に主人公たち4人しか使えない。
ラギム系
味方のゴーレムを別の属性のゴーレムに変える魔法。光と闇のゴーレムは基本的にこの魔法で作り出す。これも様々なバリエーションがあるが主人公たち4人しか使えない。プレイヤーのパートナー（NPC）はゴーレムを作らないように作戦を受けると、代わりにこれを多用するようになる。「ラギムリス」は存在せず、明示的に光のゴーレムを作る「ラギムライト」と闇のゴーレムを作る「ラギムダーク」が最上位の魔法となる。
エルト系
敵のHPを減らす攻撃魔法。火のゴーレムの得意技だが、レベルが上がれば木・地のゴーレムでも一部が使えるようになる。離れたところからも攻撃できるため、この魔法を覚えているか否かで全体の戦略に影響が及ぶ。
シェリ系
物理攻撃に対する防御力を上げる封入魔法。地のゴーレムのみ使うことができる。
ロファ系
魔法に対する抵抗力を上げる封入魔法。水のゴーレムのみ使うことができる。
アヴァ系
敵ゴーレムのレベルを下げる魔法。闇のゴーレムのみ使うことができる。
チアル系
攻撃力を上げる封入魔法。
ピリア系
動きを速め、行動が訪れる順番を上げる封入魔法。
その他
味方ゴーレムを生贄としてHPを回復させるヴァクラに対し、味方ゴーレムを元のヴェリス（6ポイント）に戻すヴァクラキルという魔法もある。また敵の行動を制限する類の魔法には「 - ロク」と付くものがいくつかある。特に系統化されていない魔法も複数あり、様々な個性的な効果を発揮する。

## ゲームシステム

### ゲームスタート
ゲームモードは全9面をクリアする「ステージ」と、遊ぶ度に舞台が変化する「ランダムマップ」の2つがある。操作は全てマウスで行い、いずれも敵チームの魔法使いを全て退場させれば勝利、プレイヤーの操作キャラクターが退場させられると敗北となる。
タイトル画面ではモード選択の他に、キャラクター設定を行う。画面の4隅に居るキャラクターはクリックすると枠から移動でき、その状態で別のキャラクターが居る枠の上で（枠が金色に縁取られた状態で）再度クリックするとキャラクターが入れ替わる。こうして操作キャラクターやチーム編成を自由に入れ替えることができる。プレイヤーは画面右上、青チームの上段に居るキャラクターを操作し、コンピュータ操作のパートナーと共に敵の赤チームに挑む。また、各キャラクターのレベルを「Max Level」（その時点の到達レベル）を上限として自由に設定できる。レベルは最高位が「SSS」、最下位が「E」という具合に3桁のアルファベットで示され、レベル差が大きいほど高得点を望める。ステージモードではインターネットを介したランキングも常時行われており、タイトル画面の「SCORE」部分をクリックするとウェブブラウザを起動して現在の上位者を閲覧できる。

### ゲーム進行
ゲームは、経路により縦横に繋がれた縦6×横7のマスが並ぶ盤上で行われる。マスには赤、緑、青、黄の4色に色分けされたものと無色（黒）のもの、魔法陣が描かれたものがあり、各々異なる性質を持つ。1つのマスにはキャラクターが1人（1体）しか乗ることは出来ない。
各キャラクター（魔法使い、ゴーレム）は、1人（1体）ずつ手番が回って来ると操作でき、それぞれ「隣接マスへの移動」と「魔法の使用」を1度ずつ実行できる。移動と魔法はどちらが先でも良いし、一方または両方を実行せずに「行動終了」もできる。行動は即座に実行され、取り消せない。召喚・攻撃・回復など以外の特殊な魔法としては、キャラクター1人（1体）につき1つだけ特殊効果を付与する封入魔法があり、既に封入魔法をかけられているキャラクターに新たに別の封入魔法をかけると効果は上書きされ、最も新しい封入魔法のみ効果が残る。
魔法使いは、隣接マスが4色のいずれかであれば「ミックスヴェリス」の魔法によりゴーレムを呼び出せる。この際、当該マスの色によって赤なら火、緑なら木、青なら水、黄なら地と召喚されるゴーレムの性質が決定される。この他、成長して「ラギム」系の魔法を覚えた魔法使いは、それを使って既存のゴーレムから光または闇のゴーレムをも生み出せる。魔法使い自身はゴーレムよりも弱いので、適切な属性と数のゴーレムを呼び出して戦わせることがこのゲームの基本となる。
攻撃は、「エルト」系の攻撃魔法を除くと、隣接マスに居る敵キャラクターをクリックすることによって行われる。このときゴーレム同士の戦いであれば、互いのレベル差の他に属性の相性が戦闘結果に大きく影響する。即ち、「火＜地＜水＜木＜火」（「弱い＜強い」の関係）と「前述の4属性＜闇＜光＜4属性」という変則的な三すくみのような関係によって相手に与えるダメージが変化する（上述の強弱関係は、画面左下に常時表示される）。攻撃を受けてヒットポイントが無くなったキャラクターは退場させられ、攻撃側に一定量のヴェリスが与えられる。
ゴーレムの生成をはじめ全ての魔法に必要な「ヴェリス」はチームで共有されるため、パートナーがゴーレム生成や魔法を使いすぎるとプレイヤーの行動に支障をきたし得る場合、パートナーに対して一時的にゴーレム生成か魔法使用のいずれかを禁止することが出来る。ヴェリスは味方チームが占領した魔法陣から定期的に得られるほか、敵キャラクターを退場させた時と、退場させられたキャラクターの居た場所に置かれるハートを取った時に得られる。魔法陣の占領はそのマスに最後に入ったチームに占有権があり、占領チームの色をした印で示される。また、最初に黒い魔法陣をゴーレムによって占領した場合、当該ゴーレムのレベルが上がる。
以上の手順を繰り返し、赤チームの魔法使い2人を退場させれば勝利となる。

## 魔法大戦（ダイソー版）
ダイソー版は資料によって「ミックスヴェリス」と「魔法大戦」のタイトルが併記されている。パッケージには『ミックスヴェリス魔法大戦』と書いてあるが、企画堂のページでは『魔法大戦 ミックスヴェリス』となっており、Studio GIWの紹介では単に『魔法大戦』と呼ばれている。
ダイソー版のダウンロード版との相違点は、遊べるステージがダイソー版オリジナル3ステージとランダムマップである点、ダイソー版専用のエンディング画面が収録されている点の2点のほか、ダウンロード版の体験版と異なりレベル制限無く遊べる代わりに（Ver.2.0と違い）キャラクター音声が無い点が挙げられる。なお、ダイソー版と同仕様のものが『ミックスヴェリス:企画堂版』としてダウンロード販売される。
|                | ダイソー版          | 製品版2.0               | 同・体験版    |
| -------------- | ------------------- | ----------------------- | ------------- |
| 価格 / 円      | 105 315（企画堂版） | 1000 1155（シェアレジ） | 0             |
| ステージ       | オリジナル3面       | 10面                    | 2面まで       |
| ランダムマップ | あり                | あり                    | なし          |
| ボイス         | なし                | あり                    | あり          |
| エンディング   | オリジナル          | あり                    | なし          |
| 最高レベル     | SSS                 | SSS                     | 術者はDDDまで |
| ランキング参加 | 不可                | 可                      | 実質不可      |

## 関連作品
マンガ版「ミックスヴェリス」
ゲームのキャラクターデザインを担当したMIXBERRY/AYACOが描く、この作品の漫画。Vol.1、Vol.2と「Mixvelis+冬の童話」の3つがそれぞれダウンロード販売されており、最初の数ページが公式サイトで無料公開されている。魔法学園を舞台に、ヴェリス使いを目指す4人が描かれる。

### イメージソング
『ミックスヴェリス 〜魔法の歌〜』
歌；朝霧恵吏/初音ミク
作詞；M.Sekiya（StudioGIW）
作曲；紫穂
絵；AYACO
（Remix；翡翠（月読レコード））
ゲームのタイトル曲に、ゲーム中に登場する魔法の名前で歌詞をつけたもの。通常版と初音ミク版、Remix版の3種あり、いずれも公式ホームページから無料ダウンロードできる。